# De nye lejere
De nye lejere er en dansk kortfilm fra 1996.
Den er forlægget for den engelsk-sprogede kortfilm The New Tenants som gik hen og vandt en Oscar.
De nye lejere var skrevet af Anders Thomas Jensen som en af hans første værker.
I en central rolle ses Ulrich Thomsen, der senere fik flere roller i Anders Thomas Jensens film: Valgaften, Blinkende lygter og Adams æbler.
En rygende Frank (Lars Kaalund) og ikke-rygeren Peter (Ulrich Thomsen) er et bøssepar og de nye lejer i en lejlighed. Det sidder ved bordet og Frank oplister en længere række af verdens genvordigheder som svar efter Peter ønsker at Frank skal stoppe sin rygning.
Det ringer på døren og en nabo, en unavngiven dame (Lene Maimu), efterspørger mel, da hun skal bage boller til sin datter Irene der kommer på besøg. 
Hun fortæller også at lejlighedens tidligere lejer, Per, er blevet skudt i lejligheden sammen med to andre personer fra en anden lejlighed. 
Frank finder en pose med mel som den afdøde Per har efterladt og giver noget mel til damen.
Lidt efter kommer Jan (Martin Brygmann) med baseballbat.
Han  viser sig at være den hævnfulde partner til Irene og er overbevidst om at Irene har haft et forhold til Per.
Jan tror at Peter er Per og sætte sig til at vente i den formodning at Irene vil komme til Pers lejlighed.
Herefter kommer Zelko (Peter Gantzler), der er en gangster som har slået Per og de to andre personer ihjel. Han er på udkig efter heroin som Per stjal.
Han har i sinde at slå Frank og Peter ihjel, men før han når det, kommer damen igen. 
Hun fortæller at hendes datter er død, fordi at melet hun fik ikke var mel. Zelko skyder dame og finder ud at melet er den manglende heroin. Før han når at slå Frank og Peter ihjel kommer den påvirkede Irene (Trine Dyrholm), der alligevel ikke er helt død, og slår Zelko i hovedet med baseballbattet. Han segner om og Irene falder også om. Der ligger nu fire personer i lejligheden, enten døde eller tæt på. Da spørger Frank Peter, "Du har ikke noget imod at jeg ryger, vel?" og Peter svarer nu: "Nej, nej, nej. Nej, ryg endelig". Med kredits er det hele ovre på ni et halvt minut.